# Albert van den Brande
Albert van den Brande (Merksem, 5 mei 1890 - Rotterdam, 16 november 1964) was een activist en lid van de Raad van Vlaanderen.

## Levensloop
Van den Brande promoveerde tot licentiaat in de handelswetenschappen aan het Institut du Commerce in Antwerpen.
Hij was Vlaamsgezind en maakte kennis met August Borms, die hem introduceerde in het activisme, waar hij zich inschreef in de groep van de unionisten. In 1915 werd hij, samen met Borms, hoofdredacteur van Het Vlaamsche Nieuws.
Begin 1917 werd hij een van de stichtende leden van de Raad van Vlaanderen, waar hij ijverde voor de terugkeer van naar Duitsland gevoerde Vlaamse arbeiders.
Ook nog in 1917 werd hij docent aan de Hogere School voor Handelwetenschappen, onderdeel van de vernederlandste universiteit van Gent.
Naar Gent verhuisd, werkte hij mee aan de Nieuwe Gazet van Gent en in 1918 werd hij lid van de Vlaamsch Nationale Partij.
Bij het einde van de oorlog vluchtte hij naar Nederland en werd bij verstek veroordeeld tot levenslange hechtenis. Hij was ondertussen boekhouder geworden bij een Rotterdamse firma, en liet zich niet meer met Vlaamse Beweging of politiek in.